# Super Bowl XIV
O Super Bowl XIV foi a partida que decidiu a temporada de 1979 da NFL, realizada no Rose Bowl, em Pasadena, Califórnia, no dia 20 de janeiro de 1980. Na decisão, o Pittsburgh Steelers, representante da AFC, bateu o Los Angeles Rams, representante da NFC, por 31 a 19, garantindo, pela segunda vez, o segundo título consecutivo, o quarto Super Bowl na história da franquia. Foi também o primeiro Super Bowl em que o jogo foi disputado no mercado doméstico de um dos participantes, já que Pasadena fica 16 km a nordeste de Centro de Los Angeles. 
Os Rams se tornou o primeiro time a chegar no Super Bowl após ter conquistado nove ou menos derrotas durante a temporada regular desde que a NFL expandiu a temporada para 16 jogos em 1978. Sua campanha de 9 vitórias e 7 derrotas no ano foi seguido por vitórias na pós-temporada contra o Dallas Cowboys e o Tampa Bay Buccaneers. Os Steelers eram os atuais campeões, tendo vencido a edição anterior (XIII), e terminaram a temporada de 1979 doze vitórias em dezesseis jogos, vencendo também o Miami Dolphins e o Houston Oilers nos playoffs.
Apesar do placar final elástico, o Super Bowl XIV foi um jogo disputado até perto do seu final. Os Rams lideravam o placar por 13 a 10 no intervalo até que o ataque dos Steelers, liderado por seu quarterback Terry Bradshaw, marcou um touchdown de recepção de 47 jardas de Lynn Swann. Los Angeles respondeu com uma recepção para touchdown de 24 jardas anotado pelo running back Lawrence McCutcheon num passe por Ron Smith. Contudo, Pittsburgh controlou o quarto período, marcando quatorze pontos seguidos, primeiro com um passe de 73 jardas de Bradshaw para o recebedor John Stallworth e depois uma corrida de uma jarda na endzone pelo running back Franco Harris. Apesar de ter lançado três interceptações, Bradshaw foi nomeado MVP do Super Bowl completando 14 de 21 passes para 309 jardas e dois touchdowns.

## Pontuações
- 1º Quarto
- PIT - FG: Matt Bahr, 41 jardas 3-0 PIT
- LA -  TD: Cullen Bryant, corrida de 1 jarda (ponto extra: chute de Frank Corral) 7-3 LA
- 2º Quarto
- PIT - TD: Franco Harris, corrida de 1 jarda (ponto extra: chute de Matt Bahr) 10-7 PIT
- LA -  FG: Frank Corral, 31 jardas 10-10 empate
- LA -  FG: Frank Corral, 45 jardas 13-10 LA
- 3º Quarto
- PIT - TD: Lynn Swann, passe de 47 jardas de Terry Bradshaw (ponto extra: chute de Matt Bahr) 17-13 PIT
- LA -  TD: Ron Smith, passe de 24 jardas de Lawrence McCutcheon (ponto extra: chute falhou) 19-17 LA
- 4º Quarto
- PIT - TD: John Stallworth, passe de 73 jardas de Terry Bradshaw (ponto extra: chute de Matt Bahr) 24-19 PIT
- PIT - TD: Franco Harris, corrida de 1 jarda (ponto extra: chute de Matt Bahr) 31-19 PIT